# Веддинг, Герман
Герман Веддинг (нем. Hermann Wedding; 9 марта 1834, Берлин — 6 мая 1908, Дюссельдорф, Пруссия) — немецкий металлург, и педагог; профессор Прусской королевской горной академии и Берлинского технического университета. Автор ряда трудов по металлографии.

## Биография
Герман Веддинг родился 9 марта 1834 года в городе Берлине в семье инженера Иоганна Вильгельма Веддинга (1798—1872). До 1853 года обучался в монастырской школе в Берлине. Получив практический опыт на Королевском металлургическом заводе в Малапане, Веддинг учился во Фрайбергской и Берлинской горных академиях. Во время учебы в августе и сентябре 1858 года он совершил ознакомительную поездку по рудникам и горнодобывающим компаниям Саара и Рура. 
В 1859 году Веддинг получил докторскую степень, защитив диссертацию о лаве Везувия. В качестве юриста-стажёра прусской горнодобывающей администрации он посетил - за государственный счет - металлургические и сталелитейные заводы в Бельгии и Великобритании в 1860 и 1862 годах, а также Всемирную выставку 1862 года в Лондоне. Веддинг делал записи о своих путешествиях в виде путевых дневников, которые сейчас являются частью фондов Железной библиотеки в швейцарском Шлате.
Наряду с Адольфом Мартенсом Герман Веддинг был одним из немногих металлургов, применивших методы микроскопической металлографии для исследования изделий из железа и стали в XIX веке. Это задокументировано в нескольких эссе в журнале «Stahl und Eisen» 1880-х годов. 
Перевел с английского труд Д. Перси «Металлургию чугуна, железа и стали» (1864—1874, Braunschweig, Vieweg, 2-е изд., 1891—1900), внеся в него значительные дополнения, данные, а порой подвергая почти полной переработке, сохраняя лишь структуру книги. В дополнение к нему в 1884 году Веддинг опубликовал: «Der basische Bessemer - oder Thomas - Prozess», — сочинение, долгое время бывшее единственным, специально посвященным томасовскому процессу. П. Иосса и М. Долгополов дали русский перевод первого произведения Веддинга (СПБ, 1878), который до октябрьского переворота оставался едва ли не единственным фундаментальным руководством на русском языке по производству чугуна.
Герман Веддинг умер 6 мая 1908 года в городе Дюссельдорфе.